# نشانه‌شناسی
نشانه‌شناسی (به انگلیسی: Semiotics) (از یونانی σημείον (سِمِئیون) به معنی نشانه) علم مطالعه نشانه‌ها و نمادها است.
نشانه‌شناسی علمی است که به بررسی انواع نشانه‌ها، عوامل حاضر در فرایند تولید و مبادله و تعبیر آنها و نیز قواعد حاکم بر نشانه‌ها می‌پردازد. نشانه چیزی است که بر غیر خود دلالت دارد.
دانش نشانه‌شناسی بررسی معناسازی، فرایند شکل‌گیری نشانه‌ها و فهم ارتباطات معنادار است. نشانه‌شناسی شامل مطالعه ساخت و شکل‌گیری نشانه‌ها، اشارات، دلالت‌ها، نام‌گذاری‌ها، قیاس‌ها، تمثیل‌ها، استعاره‌ها و رمزگان‌های ارتباطی است. نشانه‌ها بر پایه روش یا رمزگان مورد بهره برای انتقالشان دسته‌بندی می‌شوند که می‌تواند آواهای خاص، علامت‌های الفبایی، نمادهای تصویری، حرکات بدن یا حتی پوشیدن یک لباس ویژه باشد. هر کدام از این‌ها برای رساندن پیام ابتدا باید توسط گروه یا جامعه‌ای از انسان‌ها به‌عنوان حامل معنایی خاص پذیرفته شده باشند.
نشانه‌شناسان نشانه‌ها را جدا از هم مطالعه نمی‌کنند، بلکه توجه خود را به مطالعه شکل‌گیری و مبادله معنا در متون و گفتمان‌های مختلف و در سطوح همزمانی و در زمانی معطوف کرده‌اند.

## پیدایش
این رشته با سخنرانی‌های زبان‌شناس سوئیسی فردینان دو سوسور در دانشگاه ژنو آغاز شد. تنها پس از مرگ او بود که به کوشش شاگردانش اندیشه‌های او در کتابی با نام دروسی در زبان‌شناسی عمومی در سال ۱۹۱۶ به چاپ رسید. افلاطون در رسالهٔ کراتیلوس رابطهٔ میان واژه و شیء را یک رابطهٔ حقیقی می‌دانست، ولی سوسور آن را دلبخواهانه یا اختیاری می‌دانست و پیوند میان واژه و شیء و همچنین واژه و مفهوم را زادهٔ یک همگرایی و همرایی اجتماعی دانست.
او در «درس زبان‌شناسی عمومی» در توضیح نشانه‌شناسی می‌گوید: می‌توان علمی را تصور کرد که به مطالعه زندگی نشانه‌ها در یک جامعه بپردازد. این علم بخشی از روان‌شناسی اجتماعی و در نتیجه روان‌شناسی عمومی خواهد بود. نشانه‌شناسی معلوم می‌کند که نشانه‌ها از چه تشکیل شده‌اند و چه قوانینی بر آن‌ها حکم فرماست.
او جستار خود را این‌گونه می‌آغازد: در همهٔ دانش‌ها شیء مقدم‌ترین بخش یک پژوهش است در حالیکه در زبانشناسی هنگامی که به سراغ واژه می‌رویم متوجه می‌شویم که برای بررسی آن واژه نخست نیاز به شناختن دیدگاهمان داریم آیا ما واژه را از دید معنایی بررسی می‌کنیم یا ریشه‌یابی یا تاریخی یا جز اینها. پس استواری‌ای که دانش باید به دنبال بیاورد در گام نخست به خطر می‌افتد. پس سوسور به دنبال ساختاری استوار به ساختار زبان می‌رسد آنچه بنیاد نشانه‌شناسی را خواهد ساخت.
یکی از نظریه‌های امروزین نشانه‌شناسی، نشانه‌شناسی اجتماعی بوده که امروزه دارای کاربردهای گسترده عملی در شناسایی و تدوین منابع نشانه‌شناسی است و در حوزه‌های مختلف به صورت دانشی بینارشته‌ای مورد استفاده قرار می‌گیرد.

## پیشینه
نخستین بار در سال ۱۶۹۰ جان لاک اصطلاح «نشانه‌شناخت» (۲) را در نوشتار خود با نام «رساله‌ای دربابِ قوّهٔ فاهمه» (۳) به کار برد.
در دیدگاه لاک دانایی به سه دسته زیر تقسیم می‌شود:
- فیزیک: «دانش اشیاء، آنگونه که هستند، با ساختار و ویژگی‌ها و کارکرد آنها…»
- ورزیدن: «توانایی به‌کارگیری درست نیروها و کارآمدی‌های خود…»
- نشانه‌شناخت: «انگارهٔ نشانه‌ها؛ که بیشتر واژه‌ها هستند، و نام درخور آن منطق است: روندی که در آن طبیعت نشانه‌ها یی که مغز آدمی در جریان فهم چیزها یا رسانیدن آگاهی به دیگران به کار می‌برد، سنجیده می‌شود.»

چارلز سندرز پرس پدر فلسفهٔ عملی و منطق‌دان برجسته آمریکایی، که از اندیشه‌های جان لاک بسیار اثر پذیرفته‌است، نشانه‌شناسی را شاخه‌ای از منطق می‌داند که در آن دانش نشانه‌ها بررسی می‌شود. از دید او نشانه‌شناسی روندی است که طی آن نشانه‌ها ارتباطی را بر قرار می‌کنند. او نشانه را چیزی می‌داند که برای کسی (گزارشگر) به گونه‌ای (در زمینه‌ای) چیز دیگری (موضوع) را به یاد آورد. به بیان ساده پرس پیوند میان ذهن آدمی و جهان خارج، یا فرایند دانستن را از سه راه می‌داند، یکم شمایلی، دوم نمایهای، و سوم نمادین.
فردیناند سوسور هم‌زمان با پرس در آمریکا، روش نشانه‌شناسی خود را در کشور سوئیس مطرح می‌کند. او اندیشه‌ای را پایه نهاد که در آن نشانه از دوگانهٔ نشانگر و نشانداده ساخته می‌شود. (دوگانه‌ای که در آینده مورد نقد پساساختارگرایان و ساختارشکنانی چون دریدا قرار گرفت)
چارلز و. موریس بازشناختی از «شالوده‌های انگارهٔ نشانه‌ها» (۱۹۳۸) بدست آورد. او نشانه‌شناسی را به سه جنبهٔ نحوی، معنایی و عملی بخش می‌کند.
اومبرتو اکو (-۱۹۳۲) متفکر ایتالیایی که با کتاب «انگارهٔ نشانه‌شناسی» خوانندگان بسیاری را با این دانش آشنا کرد. او به روش پرس گرایش داشت. یکی از رمان‌هایش به نام نام گل سرخ کنایه گونه‌ای پرمعنی دربارهٔ نشانه‌شناسی است. همچنین می‌توان به دو کتاب بسیار مهم نظری او در این باره هم اشاره کرد، یعنی: در جستجوی زبان کامل و نشانه‌شناسی.
آلگرداس گریماس روشی ساختارمند از نشانه‌شناسی به نام نشانه‌شناسی زایا (مولد) را گسترش داد و کوشید تا تمرکز را از نشانه به معنا بگرداند.
جی فارستر بر روی روشی کار می‌کرد که، برای بررسی سامانه‌های پیچیده‌ای که در ریشه‌یابی ناهنجاری‌های ذهنی فرد که او را در برقراری ارتباط در گروه با سختی روبرو می‌کرد، کاربرد داشت. برای نمونه او در نوشتهٔ خود به نام «رفتار ضد-شهودی نظام‌های اجتماعی» (۴) اشتباه‌هایی که در برقراری ارتباط در دسته‌های انسانی پدید می‌آیند را گزارش می‌دهد.
توماس آ. سبیوک (-۱۹۲۰) نشانه‌شناس پرکار و برجستهٔ آمریکایی است. او قلمرو نشانه‌شناسی را به نشانه‌ها و سامانه‌های نابشری نیز گستراند. برخی مطلب‌ها را پایه نهاد که امروزه به نام «فلسفه ذهن» شناخته می‌شوند و اصطلاح نشانه‌شناسی جانوری را آفرید. نشانه‌شناسی جانوری به بررسی ارتباطات و علائم ارتباطی میان جانوران می‌پردازد.
از دانش‌هایی که با نشانه‌شناسی در ارتباط هستند زبانشناسی، فلسفه، جامعه‌شناسی، روان‌شناسی و زیبایی‌شناسی را می‌توان نام برد. همچنین هنرهایی مانند موسیقی از آن بهره می‌برند. اصطلاح موسیقایی نسبتاً رایجی که می‌توان آن را معادل نشانه در مباحث زبان‌شناسی دانست فیگور موسیقایی است که در ارتباط با تئوری اثرگذاری در دورهٔ باروک بررسی می‌شود و بیان‌گر ارتباط موسیقی با کلام و به‌طور خاص ادبیات است.

## تفاوت نشانه‌شناسی، نشان‌شناسی، و نمادشناسی
پدیده «نشان‌شناسانه» (heraldic) در مفهومی معین می‌گنجد که از تعاریف و حدود معین، چه به لحاظ تاریخی و جغرافیایی و چه کاربردی، برخوردار است. برای نمونه، هیچ‌کدام از نخستین اشکال «نمادگرایی» (symbolism) که به سپیده‌دم تاریخ بازمی‌گردند، از قبیل «علامت‌های» (emblems) سلطنتی مصر باستان، «طرح‌های» (devices) مهرهای یونانیان، رایت‌های عقاب‌دار لژیون‌های رومی، و بیرق کلاغ‌نشانِ وایکینگ‌ها در معیارهای نشان‌شناسانه جای ندارند. هنگامی که از «نشان» (arms) و «نشان‌شناسی» (heraldry) سخن به میان می‌آید مقصود مقوله‌ای کاملاً مجزا و متفاوت از «نشانه» (sign) و «نشانه‌شناسی» (semiotics) است، چنان‌که «نماد» (symbol) و «نمادشناسی» (symbology) نیز در مقولات دیگری می‌گنجند. نشانه‌شناسی به دنبال معنا، نمادشناسی در تعقیب ریشه‌ها، و نشان‌شناسی در جستجوی کاربردها است. مفهوم نشان‌شناسانه را در جوامعی که این مفهوم در آنها وجود دارد می‌توان به عنوان اصلی مشترک نیز به کار گرفت. نشانه‌شناسی شناختی به معنا در هنر و زبان می‌پردازد و تفاوتش این است که به چگونگی معنا یافتن نشانه‌ها می‌پردازد. هم «نشان‌ها» و هم «نمادها» در قلمرو «نشانه‌ها» (signs) جای می‌گیرند. حتی ایماهای زبانی نیز نشانه هستند. پس، «نشانه» مفهومی کلان و «نشان» پدیده‌ای جزئی و منحصر به فرد است. نشانه‌شناسی مطالعه نشانه‌ها است. در نشانه‌شناسی مشخص می‌شود که نشانه‌ها از چه تشکیل شده‌اند. نشانه امری عینی و ملموس است و جایگزین پدیده‌ای می‌شود که غایب است.